# Paisaje con tres hombres
Paisaje con tres hombres (en francés, Paysage aux trois hommes) es un cuadro del pintor francés Nicolas Poussin. Está realizado al óleo sobre lienzo. Mide 100 cm de alto y 130 cm de ancho. Fue pintado hacia 1645-1650. Se encuentra en el Museo del Prado, Madrid, España.
Este cuadro representa un paisaje, siendo de mínima importancia las tres figuras humanas que en él aparecen. Poussin abordó este género tardíamente en su carrera, a partir de 1648, pues no era muy valorado dentro de la jerarquía académica ni formaban parte de los modelos clásicos. Puede verse en este cuadro los logros de la pintura del siglo XVII en cuanto al logro de un paisaje en el que la atmósfera «es una especie de sustancia del espacio, que puede llenar todo el cuadro haciendo de él una unidad».